# John Baptist Nguyễn Huy Bắc
John Baptist Nguyễn Huy Bắc (ur. 15 października 1967 w Buôn Ma Thuột) – wietnamski duchowny rzymskokatolicki, biskup diecezjalny Ban Mê Thuột od 2024.

## Życiorys

### Prezbiterat
Święcenia kapłańskie otrzymał 1 marca 2000 i został inkardynowany do diecezji Ban Mê Thuột. Przez dziesięć lat pracował w parafii w Phước Long, a po odbyciu studiów w Manili został dyrektorem diecezjalnego ośrodka duszpasterskiego. W 2017 objął też funkcję przewodniczącego regionalnej komisji ks. katechizmu.

### Episkopat
13 lipca 2024 papież Franciszek mianował go biskupem diecezji Ban Mê Thuột. 
22 sierpnia 2024 otrzymał święcenia biskupie, których mu udzielił biskup Vincent Nguyễn Văn Bản.